# Марон
 Вижте също: Марон (Аргос).
Марон (на гръцки: Μάρωνας, Maron) е легендарен цар на тракийското племе кикони, обитаващо територия между реките Места и Марица, описан от Омир . Посреща гостоприемно Одисей и другарите му в двореца си в града Исмар, дарява ги със скъпоценни съдове и 12 амфори с несмесено вино. С това вино Одисей упоява циклопа Полифем и успява да спаси другарите си от смърт в следващия епизод от приключенията им.
Марон е наречен „жрец на Аполон“, но дарът му „божествено вино“ насочва към връзка и с култ към Дионис. Според Диодор, Дионис поръчва именно на Марон да пази посаденото от него в тази страна и го прави основател на града Марония.
Марон е типичен митичен пример за тракийски цар-жрец. Описанието на Омир показва, че царският дворец при траките в края на II хил. пр. Хр. е изпълнявал и функциите на светилище.
Марон е исторически засвидетелствано лично име, което се среща на таблички с Линеар Б от двореца в Кносос на остров Крит и от двореца при Пилос, Пелопонес. (Извор: Порожанов, Калин. Тракийската цивилизация в началата на двата контитента и по крайбрежията на три морета, 2017, с. 56 Той всъщност се позовава на Soesbergen, P. van. Thracian Personal, Ethnic and Topographic Names in Linear A and B. – Kadmos, 18, 1979, 26 – 39.)